# Nikkel(II)-nitrát
A nikkel(II)-nitrát smaragdzöld színű, higroszkópos szervetlen vegyület, képlete Ni(NO3)2. Anhidrátja ritkán fordul elő, így „nikkel-nitrát” néven általában a nikkel(II)-nitrát hexahidrátot (hat kristályvizes formáját) értjük. Ennek képletét kétféleképpen is leírhatjuk: Ni(NO3)2·6H2O, vagy a pontosabb leírást adó [Ni(H2O)6](NO3)2 komplex. Az utóbbi képlet jelzi azt, hogy a központi Ni2+ iont hat vízmolekula veszi körül ebben a hidrátban. A nitrátionok nem kapcsolódnak a nikkelhez. A vegyületben a nikkel oxidációs száma +2.

## Biztonság
Mint minden nitrát, a nikkel-nitrát is oxidáló hatású, így fokozottan óvjuk a redukáló anyagoktól, például szerves vegyületektől. Irritálja a szemet és a bőrt, valamint porát belélegezve, a légzőrendszert is. Bőrön allergiát válthat ki. A legtöbb nikkelvegyülethez hasonlóan a nikkel-nitrát is karcinogén (rákkeltő) hatású, a nikkelion a vízi szervezetek számára is mérgező.

## Fordítás
Ez a szócikk részben vagy egészben  a   Nickel(II) nitrate című angol Wikipédia-szócikk ezen változatának fordításán alapul.  Az eredeti cikk szerkesztőit annak laptörténete sorolja fel. Ez a jelzés csupán a megfogalmazás eredetét és a szerzői jogokat jelzi, nem szolgál a cikkben szereplő információk forrásmegjelöléseként.